# Gurdial Singh Dhillon
Dr. Gurdial Singh Dhillon (G.S. Dhillon), född sikh i Panjwar, Amritsardistriktet i Punjab 6 augusti 1915, död 23 mars 1992, var en indisk politiker (INC) och talman i Lok Sabha. Hedersdoktor, jur.dr. och fil.dr., vid flera lärosäten i Indien och utomlands 1969-1973.
Dhillon bedrev högre studier i juridik i Amritsar och Lahore, och började praktisera som advokat 1937. På grund av sin inblandning i självständighetsrörelsen fängslades han flera gånger av britterna. Efter den indiska självständigheten 1947-1950 slog han sig istället på journalistik, både som utgivare/redaktör och som fackligt verksam journalist. Från 1952 till 1967 var han ledamot av Punjabs lagstiftande församling, där han även var talman 1954-1962.
1967 gick Dhillon upp på federal nivå, och kunde väljas in som representant för Kongresspartiet i valkretsen Taran Taran. Sedan dåvarande talmannen Neelam Sanjiva Reddy avsagt sig uppdraget för att ställa upp i presidentvalet blev Dhillon (enhälligt) vald till talman i Lok Sabha i augusti 1969. Han var den dittills yngste talmannen. 1 december 1975 var det Dhillon som avsade sig uppdraget; istället blev han då transportminister i Indiens regering, vilket han fortsatte med till Kongresspartiets katastrofval 1977 och regeringens avgång.
Efter att misslyckats att bli omvald till Lok Sabha 1977 utsågs Dhillon 1980 till ambassadör (High Commissioner) i Kanada, där han stannade till 1982. Vid valet 1985 lyckades han åter bli invald i Lok Sabha, denna gång för valkretsen Ferozepur. 1986-1988 var han jordbruksminister.